# Pseudalomya
Pseudalomya är ett släkte av steklar. Pseudalomya ingår i familjen brokparasitsteklar.
Kladogram enligt Catalogue of Life:
| Pseudalomya | \| \| Pseudalomya praevara \| \| \| \| \| \| Pseudalomya takeii \| \| \| \| |
|             | \| \| Pseudalomya praevara \| \| \| \| \| \| Pseudalomya takeii \| \| \| \| |
|             | Pseudalomya praevara                                                        |
|             |                                                                             |
|             | Pseudalomya takeii                                                          |
|             |                                                                             |